# Ork (film)
Ork (Cellar Dweller) è un film statunitense del 1988 diretto da John Carl Buechler.

## Trama
Colin Childress, un fumettista di grande successo che trae ispirazione da un libro mistico di disegni orribili, evoca inavvertitamente uno spirito malvagio nel suo studio nel seminterrato. Decenni dopo, la sua casa è diventata un piccolo istituto d'arte gestito dalla severa signora Briggs. Una notte, l'avvenente studentessa Whitney Taylor va a frugare tra le scatole sigillate in cantina e libera le forze soprannaturali intrappolate lì.

## Distribuzione
Il film è stato presentato in anteprima al MIFED nel 1987, nel 1988 è uscito in video nel Regno Unito.
Negli Stati Uniti, il film è uscito in videocassetta da New World Video il 20 settembre.